# Équipe du Chili de hockey sur gazon
Maillots
L'Équipe du Chili de hockey sur gazon représente le Chili dans les compétitions internationales masculines de hockey sur gazon et est contrôlée par la Fédération chilienne de hockey. Elle est affiliée à la Fédération internationale de hockey et à la Fédération panaméricaine de hockey.
Le hockey est arrivé au Chili au milieu du 20e siècle. Le Chili ne s'est qualifié pour la coupe du monde pour la toute première fois en 2023 mais s'est fait éliminer dès le premier tour. Aux Jeux Panaméricains, le Chili a été présent toutes les années sauf l'année 1967, obtenant une 3e place en 1983, 2007, 2011 et 2015.

## Histoire dans les tournois

### Jeux panaméricains
| Record aux Jeux panaméricains | Record aux Jeux panaméricains | Record aux Jeux panaméricains | Record aux Jeux panaméricains | Record aux Jeux panaméricains | Record aux Jeux panaméricains | Record aux Jeux panaméricains | Record aux Jeux panaméricains | Record aux Jeux panaméricains | Record aux Jeux panaméricains |
| Année                         | Tour                          | Position                      | J                             | V                             | N*                            | D                             | BP                            | BC                            |                               |
| ----------------------------- | ----------------------------- | ----------------------------- | ----------------------------- | ----------------------------- | ----------------------------- | ----------------------------- | ----------------------------- | ----------------------------- | ----------------------------- |
| 1967                          | N'a pas participé             | N'a pas participé             | N'a pas participé             | N'a pas participé             | N'a pas participé             | N'a pas participé             | N'a pas participé             | N'a pas participé             |                               |
| 1971                          | Match pour la troisième place | 4e                            | 10                            | 4                             | 1                             | 5                             | 9                             | 12                            |                               |
| 1975                          | Match pour la cinquième place | 5e                            | 7                             | 2                             | 2                             | 3                             | 9                             | 13                            |                               |
| 1979                          | Match pour la cinquième place | 5e                            | 6                             | 3                             | 1                             | 2                             | 11                            | 10                            |                               |
| 1983                          | Match pour la troisième place | 3e                            | 5                             | 3                             | 0                             | 2                             | 11                            | 9                             |                               |
| 1987                          | Match pour la troisième place | 4e                            | 6                             | 3                             | 1                             | 2                             | 12                            | 13                            |                               |
| 1991                          | Match pour la cinquième place | 5e                            | 6                             | 4                             | 1                             | 1                             | 13                            | 8                             |                               |
| 1995                          | Phase de groupes              | 6e                            | 6                             | 1                             | 0                             | 5                             | 8                             | 19                            |                               |
| 1999                          | Match pour la troisième place | 4e                            | 7                             | 2                             | 2                             | 3                             | 11                            | 22                            |                               |
| 2003                          | Match pour la troisième place | 4e                            | 5                             | 1                             | 1                             | 3                             | 28                            | 10                            |                               |
| 2007                          | Match pour la troisième place | 3e                            | 5                             | 3                             | 0                             | 2                             | 11                            | 12                            |                               |
| 2011                          | Match pour la troisième place | 3e                            | 5                             | 3                             | 0                             | 2                             | 17                            | 16                            |                               |
| 2015                          | Match pour la troisième place | 3e                            | 6                             | 4                             | 0                             | 2                             | 16                            | 13                            |                               |
| 2019                          | Match pour la troisième place | 4e                            | 6                             | 3                             | 0                             | 3                             | 12                            | 10                            |                               |
| 2023                          | Qualifié                      | Qualifié                      | Qualifié                      | Qualifié                      | Qualifié                      | Qualifié                      | Qualifié                      | Qualifié                      |                               |
| Total                         | Meilleur: 3e                  | 14/15                         | 80                            | 36                            | 9                             | 35                            | 168                           | 167                           |                               |

### Coupe d'Amérique
| Record en Coupe d'Amérique | Record en Coupe d'Amérique    | Record en Coupe d'Amérique | Record en Coupe d'Amérique | Record en Coupe d'Amérique | Record en Coupe d'Amérique | Record en Coupe d'Amérique | Record en Coupe d'Amérique | Record en Coupe d'Amérique | Record en Coupe d'Amérique |
| Année                      | Tour                          | Position                   | J                          | V                          | N*                         | D                          | BP                         | BC                         |                            |
| -------------------------- | ----------------------------- | -------------------------- | -------------------------- | -------------------------- | -------------------------- | -------------------------- | -------------------------- | -------------------------- | -------------------------- |
| 2000                       | Match pour la troisième place | 4e                         | 6                          | 3                          | 0                          | 3                          | 27                         | 19                         |                            |
| 2004                       | Match pour la troisième place | 3e                         | 7                          | 5                          | 0                          | 2                          | 34                         | 10                         |                            |
| 2009                       | Match pour la troisième place | 4e                         | 5                          | 2                          | 1                          | 2                          | 20                         | 11                         |                            |
| 2013                       | Match pour la cinquième place | 5e                         | 5                          | 3                          | 1                          | 1                          | 28                         | 10                         |                            |
| 2017                       | Match pour la cinquième place | 6e                         | 5                          | 2                          | 1                          | 2                          | 19                         | 15                         |                            |
| 2022                       | Finale                        | 2e                         | 5                          | 2                          | 1                          | 2                          | 11                         | 9                          |                            |
| 2025                       | Qualifié                      | Qualifié                   | Qualifié                   | Qualifié                   | Qualifié                   | Qualifié                   | Qualifié                   | Qualifié                   |                            |
| Total                      | Meilleur: 2e                  | 7/7                        | 33                         | 17                         | 4                          | 12                         | 139                        | 74                         |                            |

### Jeux sud-américains
| Record aux Jeux sud-américains | Record aux Jeux sud-américains | Record aux Jeux sud-américains | Record aux Jeux sud-américains | Record aux Jeux sud-américains | Record aux Jeux sud-américains | Record aux Jeux sud-américains | Record aux Jeux sud-américains | Record aux Jeux sud-américains | Record aux Jeux sud-américains |
| Année                          | Tour                           | Position                       | J                              | V                              | N*                             | D                              | BP                             | BC                             |                                |
| ------------------------------ | ------------------------------ | ------------------------------ | ------------------------------ | ------------------------------ | ------------------------------ | ------------------------------ | ------------------------------ | ------------------------------ | ------------------------------ |
| 2006                           | Finale                         | 2e                             | 5                              | 3                              | 1                              | 1                              | 25                             | 7                              |                                |
| 2014                           | Finale                         | 2e                             | 6                              | 4                              | 0                              | 2                              | 21                             | 16                             |                                |
| 2018                           | Finale                         | 2e                             | 5                              | 4                              | 0                              | 1                              | 22                             | 1                              |                                |
| 2022                           | Qualifié                       | Qualifié                       | Qualifié                       | Qualifié                       | Qualifié                       | Qualifié                       | Qualifié                       | Qualifié                       |                                |
| Total                          | Meilleur: 2e                   | 4/4                            | 16                             | 11                             | 1                              | 4                              | 68                             | 24                             |                                |

### Championnat d'Amérique du Sud
| 2003  | 2e                | 5  | 4  | 0 | 1 | 62  | 3  |
| 2008  | 2e                | 6  | 5  | 0 | 1 | 27  | 4  |
| 2010  | 2e                | 6  | 4  | 0 | 2 | 35  | 10 |
| 2013  | 2e                | 6  | 4  | 0 | 2 | 45  | 11 |
| 2016  | 1er               | 5  | 5  | 0 | 0 | 44  | 0  |
| Total | Meilleur: 1 titre | 28 | 22 | 0 | 6 | 213 | 28 |

### Ligue mondiale (défunt)
| Record en Ligue mondiale | Record en Ligue mondiale | Record en Ligue mondiale | Record en Ligue mondiale | Record en Ligue mondiale | Record en Ligue mondiale | Record en Ligue mondiale | Record en Ligue mondiale | Record en Ligue mondiale | Record en Ligue mondiale |
| Année                    | Position                 | Tour                     | J                        | V                        | N*                       | D                        | BP                       | BC                       |                          |
| ------------------------ | ------------------------ | ------------------------ | ------------------------ | ------------------------ | ------------------------ | ------------------------ | ------------------------ | ------------------------ | ------------------------ |
| 2012-2013                | 20e                      | Premier tour             | 3                        | 2                        | 0                        | 1                        | 12                       | 6                        |                          |
| 2012-2013                | 20e                      | Deuxième tour            | 5                        | 3                        | 0                        | 2                        | 9                        | 13                       |                          |
| 2014-2015                | 26e                      | Premier tour             | 3                        | 3                        | 0                        | 0                        | 26                       | 2                        |                          |
| 2014-2015                | 26e                      | Deuxième tour            | 6                        | 1                        | 2                        | 3                        | 8                        | 19                       |                          |
| 2016-2017                | 26e                      | Premier tour             | 5                        | 5                        | 0                        | 0                        | 44                       | 0                        |                          |
| 2016-2017                | 26e                      | Deuxième tour            | 6                        | 1                        | 2                        | 3                        | 9                        | 16                       |                          |
| Total                    | Meilleur: 32e place      | Deuxième tour            | 28                       | 15                       | 4                        | 9                        | 108                      | 56                       |                          |

### Champions Challenge II (défunt)
| 2009  | 8e place           | 5                 | 0                 | 0                 | 5                 | 5                 | 15                |
| 2011  | N'a pas participé  | N'a pas participé | N'a pas participé | N'a pas participé | N'a pas participé | N'a pas participé | N'a pas participé |
| Total | Meilleur: 8e place | 5                 | 0                 | 0                 | 5                 | 5                 | 15                |

- Les matchs nuls comprennent les matchs décidés aux tirs au but.

## Composition actuelle
La composition suivante pour les matchs amicaux contre la France les 5 et 6 octobre 2021.
Sélections mises à jour au 6 octobre 2021 après les confrontations
Entraîneur :  Jorge Dabanch
| Numéro | Joueur                | Date de naissance | Âge | Sélections |
| ------ | --------------------- | ----------------- | --- | ---------- |
| 1      | Agustín Araya (GB)    | 2 août 1999       | 22  | 16         |
| 2      | Agustín Amoroso       | 9 décembre 2000   | 21  | 2          |
| 3      | Juán Amoroso          | 8 juillet 1997    | 24  | 51         |
| 5      | Adrián Henríquez (GB) | 14 juillet 1986   | 35  | 122        |
| 6      | Vicente Goñi          | 30 novembre 1995  | 26  | 43         |
| 7      | Diego Ordoñez         | 24 mai 1996       | 25  | 27         |
| 8      | Fernando Renz (C)     | 15 février 1994   | 27  | 66         |
| 9      | José Maldonado        | 4 novembre 1994   | 27  | 83         |
| 10     | Raimundo Valenzuela   | 12 février 1985   | 36  | 117        |
| 13     | Andrés Pizzaro        | 7 décembre 1999   | 22  | 28         |
| 14     | Luis Valenzuela       | 20 mars 1999      | 22  | 1          |
| 15     | José Hurtado          | 18 mars 1999      | 22  | 38         |
| 16     | Daniel Beroggi        | 9 janvier 2001    | 20  | 1          |
| 17     | Felipe Renz           | 29 avril 1997     | 24  | 43         |
| 18     | Vicente Gabilondo     | 13 décembre 1996  | 25  | 2          |
| 20     | Axel Troncoso         | 25 février 1997   | 24  | 38         |
| 21     | Sebastián Wolansky    | 11 mars 2003      | 18  | 2          |
| 24     | Axel Richter          | 8 novembre 1994   | 27  | 39         |
| 26     | Michael Muñoz         | 10 octobre 1991   | 30  | 5          |
| 27     | Agustín Valenzuela    | 30 septembre 2000 | 21  | 2          |
| 28     | Nils Strabucchi       | 28 avril 1999     | 22  | 18         |
| 29     | Benjamín Koster       | 14 novembre 2000  | 21  | 1          |
| 31     | Franco Becerra        | 2 décembre 1997   | 24  | 36         |